# Efum

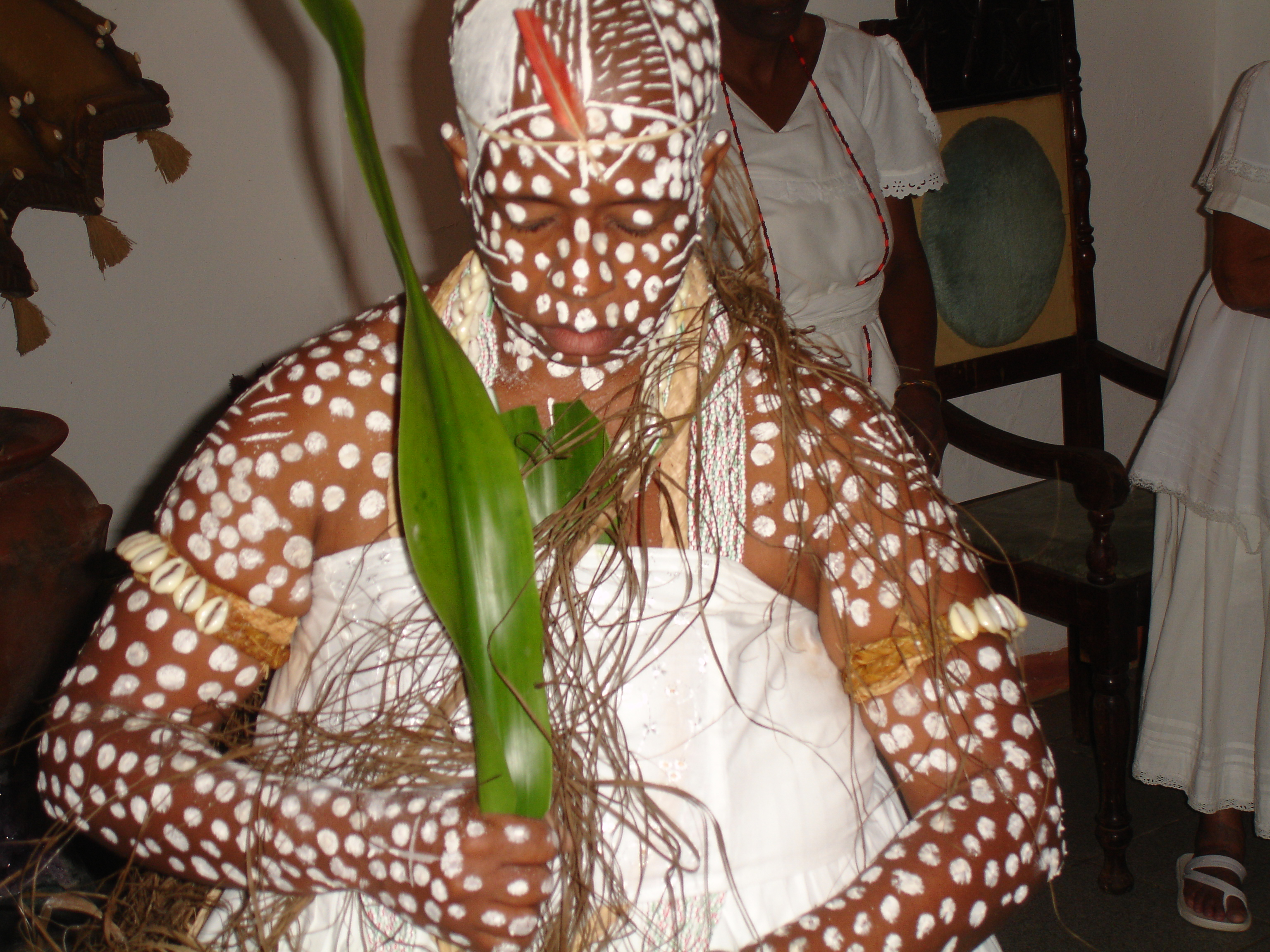
Iaô pintada com efum

Efum (em iorubá: éfun) é  uma cerimônia ritualística que consiste em pintar a cabeça raspada e o corpo de um iniciado, com círculos ou pontos, e com traços tribais, feitos com giz, também conhecido como pemba durante a iniciação. Na primeira saída (saída de Oxalá) do iniciado (Iaô), a pintura é toda branca. Na segunda costuma-se usar a cor preferida do seu orixá de cabeça. Para essa pintura usa-se giz dissolvido em água, com um pouco de goma arábica. Depois da dança a pintura é removida com um banho de ervas sagradas.

## Etimologia
Efum na língua iorubá é cal, giz. No culto de Obatalá ( Oxalá) , na África este é representado por bolos redondos de giz - xexé efum (sésé-efun), bem como outros objetos brancos. Olga Gudolle Cacciatore nome jeje-nagô dado a vários tipos de pó, utilizados nos rituais afro brasileiro.

## Tipos de efum
- Efum mineral: é um pó retirado de calcário, que são encontrados na natureza em várias cores, também chamada de tabatinga. É utilizado na feitura de santo que serve para pintar o corpo do neófito, chamada de efum fum (pó branco).[4]

Efum vegetal: é um pó retirado de frutos tipo: obi, orobô, aridã, pichurim, nós-moscada e folhas sagradas. A mistura do efum mineral e o efum vegetal recebe o nome de atim e só deve ser preparada pela iaefum ou ialorixá.  A farinha de mandioca é chamada naturalmente de efum nos terreiros de candomblé.
- Efum animal: é um pó retirado de ossos e cartilagens dos animais utilizados em sacrifícios aos orixás. Esta extração deve ser feita pelo axogum ou babalorixá, entrando na preparação de assentamento de orixá.[4]

## Utilidade principal do efum-funfum
Efum (barro branco encontrado no fundo dos rios); foi o primeiro condimento utilizado antes da introdução do Sal. Muito usado em ebós elaborados para aos Orixá-funfum (orixás dos primórdios). O efum simboliza o Dia, por isso, quando em pó, seja soprado ou friccionado seco é utilizado com o objetivo de expandir, vitalizar, iluminar, clarear, despertar, avivar. Já o efum molhado com água pura ou com o soro do ibim é utilizado para acalmar, tranquilizar, adormecer, suavizar, abrandar, repousar, proteger. Por isso que a cabeça do iaô em reclusão deve permanecer coberta de pó de efum o Dia, e durante a noite coberta com uáji e pequenas marcas de efum.